# Theodor Ackermann
Hans Conrad Carl Theodor Ackermann (Wismar, 17 settembre 1825 – Halle, 22 novembre 1896) è stato un patologo tedesco.

## Biografia
Nel 1852 ottiene il suo dottorato di medicina presso l'Università di Rostock, ottenendo la sua abilitazione pochi anni dopo (1856) con una tesi sugli effetti fisiologici del vomito. Nel 1859 diventò un professore associato, dopo aver rifiutato una cattedra come medico a Dorpat, e invece accettò una professione presso l'Istituto di Anatomia Patologica e Patologia Sperimentale a Rostock nel 1865.
Nel 1873 fu nominato Direttore dell'Istituto di Patologia presso l'Università di Halle, dove nel 1884-85 fu rettore. Nel 1895 fu costretto a dimettersi per motivi di salute, sostituendosi a Karl Joseph Eberth (1835-1926).

## Opere principali
Tra i suoi migliori interventi scritti fu un libro relativo sulla colera del 1859 nel Granducato di Meclemburgo-Schwerin, Die Choleraepidemie des Jahres 1859 im Großherzogthum Mecklenburg-Schwerin (1860). Altre opere principali di Ackermann sono:
- Über hypertrophische und atrophische Lebercirrhose (Virchow's Arch. Bd. CX).
- Die Schädeldeformität bei der Encephalocele congenita (Halle 1882).
- Die Histogenese und Histologie der Sarkome, (Leipzig 1883).[1]
- Mechanismus und Darwinismus in der Pathologie (Rektoratsrede 1888).